# Orejón jezik
Orejón jezik (ISO 639-3: ore; coto, koto, mai ja, orechon, oregon, payagua, tutapi), indijanski jezik porodice tukano, kojim govori 190 ljudi (1976 SIL) od ukupno oko 400 pripadnika plemena Orejón s rijeka Yanayacu, Sucusari, Algodon, i Putumayo u Peruu.
Orejón je jedan od 8 jezika zapadnotukanoanske skupine i jedini predstavnik južne podskupine.

## Vanjske poveznice
- Ethnologue (14th)
- Ethnologue (15th)